# Rachel Carson
Pour les articles homonymes, voir Carson.
Rachel Louise Carson, née à Springdale, en Pennsylvanie, le 27 mai 1907 et morte le 14 avril 1964 à Silver Spring dans le Maryland, est une biologiste marine et militante écologiste américaine.
Carson commence sa carrière comme biologiste au US Bureau of Fisheries (Bureau des pêches) puis se consacre progressivement à l'écriture à plein temps dans les années 1950. Son best-seller Cette mer qui nous entoure (The Sea Around Us), publié en 1951, lui vaut d'être reconnue comme écrivaine de talent, et lui apporte une sécurité financière. Son livre suivant, The Edge of the Sea, ainsi que la réédition de son premier livre, Under the Sea Wind, sont aussi des succès. Considérée comme un tout, sa trilogie de la mer explore l'éventail de la vie marine, du littoral aux profondeurs.
À la fin des années 1950, Carson se concentre sur la protection de l'environnement et sur les problèmes causés par les biocides de synthèse. Ceci la conduit à publier Silent Spring (Printemps silencieux) en 1962 qui déclenche un renversement dans la politique nationale envers les biocides — conduisant à une interdiction nationale du DDT et d'autres pesticides. Le mouvement populaire que le livre inspire conduit à la création de l'Environmental Protection Agency. Carson reçoit à titre posthume la médaille présidentielle de la Liberté. Un prix international décerné aux défenseurs de l'environnement porte son nom, le prix Rachel Carson, décerné depuis 1991.

## Biographie
Elle est connue pour avoir publié en 1962 Silent Spring (Printemps silencieux), qui accusait certains pesticides d'être dangereux pour les oiseaux et pour l'humain. Rachel Carson a témoigné devant le Congrès après la publication de son livre. Celui-ci aurait contribué à lancer le mouvement écologiste dans le monde. Il a eu une très forte influence aux États-Unis, où il a poussé les élus à établir de nouvelles lois sur l'autorisation des pesticides.

## Vie et œuvre

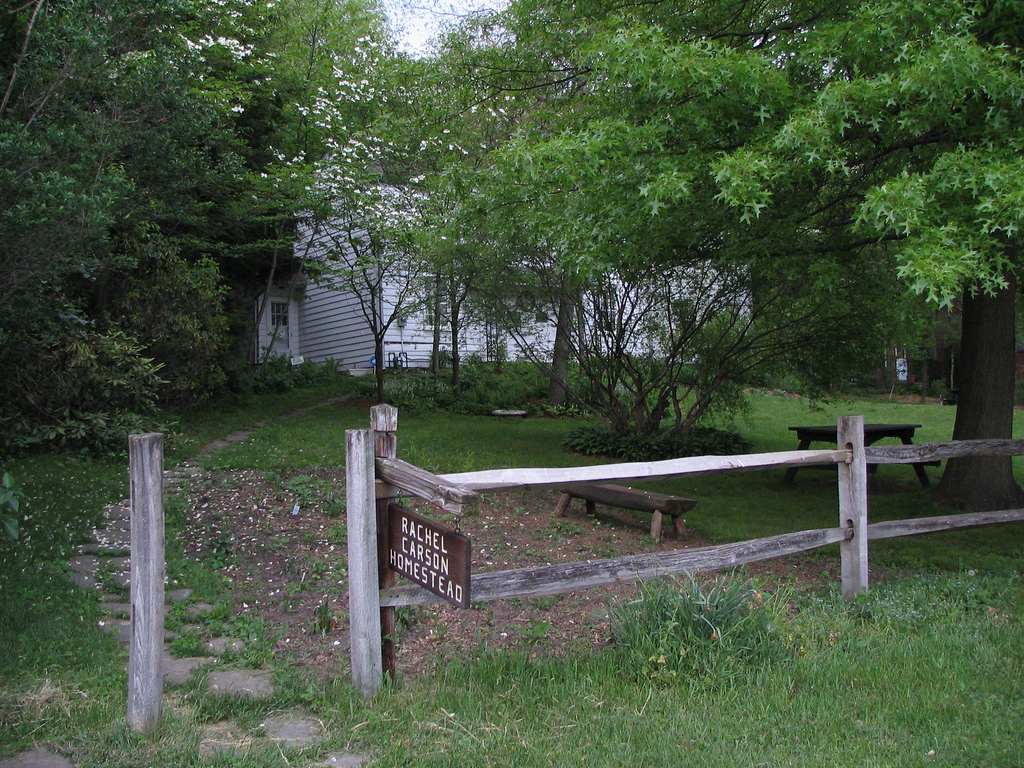
La maison d'enfance de Rachel Carson est aujourd'hui classée, sous le nom de « Rachel Carson Homestead ».

### Jeunesse et éducation
Rachel Carson est née en 1907 dans la petite ferme familiale près de Springdale (Pennsylvanie), en amont de Pittsburgh sur le fleuve Allegheny. Enfant, elle passait de nombreuses heures à élargir ses connaissances sur les étangs, les champs et les forêts grâce à sa mère, qui lui enseignait (ainsi qu'à son frère et sa sœur ainés) les leçons du mouvement nature study (en). Rachel Carson était une lectrice avide et, très tôt pour son âge, une écrivaine talentueuse. Elle passait également beaucoup de temps à explorer les environs de la ferme de vingt-six hectares. Elle commence à écrire des histoires (souvent à propos d'animaux) à l'âge de huit ans, et sa première nouvelle est publiée lorsqu'elle a dix ans. Elle aimait particulièrement le St. Nicholas Magazine (dans lequel est publiée sa première nouvelle), les travaux de Beatrix Potter, et les romans de Gene Stratton Porter. Adolescente, elle aimait lire les œuvres de Herman Melville, Joseph Conrad et Robert Louis Stevenson. Le monde naturel, et plus particulièrement l'océan, était le fil commun de ses lectures favorites. Carson va à la petite école de Springdale jusqu'au 10th grade (équivalent de la seconde). Elle va ensuite au lycée de Parnassus (Pennsylvanie) proche, et sort diplômée en 1925, première de sa classe de quarante-quatre élèves.
Au Pennsylvania College for Women (université de Pennsylvanie pour femmes, aujourd'hui appelée Chatham University (en)), comme au lycée, Carson est plutôt solitaire. Elle étudie d'abord l'anglais, avant d'opter pour la biologie en janvier 1928, bien qu'elle continue à contribuer au journal et supplément littéraire de l'école. Pourtant admise en troisième cycle à l'université Johns-Hopkins en 1928, elle est forcée de faire ses dernières années d'études au Pennsylvania College for Women pour des raisons financières ; elle en sort diplômée avec la mention magna cum laude en 1929. Après une formation d'été au Marine Biological Laboratory, elle continue ses études en zoologie et en génétique à Johns-Hopkins à l'automne 1929.
Après sa première année de troisième cycle, Rachel Carson devient étudiante à temps partiel : pour payer ses frais de scolarité, elle est assistante au laboratoire de Raymond Pearl, où elle travaille sur les rats et les drosophiles. Après des débuts non concluants sur les crotales et les écureuils, elle mène à terme un projet de mémoire sur le développement embryonnaire du pronéphros chez les poissons. Elle obtient un diplôme de master en juin 1932. Elle projette de continuer en doctorat, mais elle doit quitter Johns-Hopkins en 1934 pour chercher un poste d'enseignante à plein temps pour aider sa famille. En 1935, son père meurt soudainement, laissant Carson seule pour s'occuper de sa mère. La situation financière devient plus difficile encore. Devant l'insistance de Mary Scott Skinker, son mentor en biologie de premier cycle, elle occupe temporairement un poste au US Bureau of Fisheries (Bureau des pêches), où elle rédige les textes destinés à une série éducative hebdomadaire d'émissions de radio intitulées Romance Under the Waters (Poésie sous les eaux). La série de cinquante-deux programmes de sept minutes était centrée sur la vie aquatique et était destinée à susciter l'intérêt du public pour la biologie des poissons et les travaux du Bureau of Fisheries, une tâche que les précédents rédacteurs n'avaient pas su mener à bien. Carson commence aussi à proposer des articles sur la vie marine dans la baie de Chesapeake à des journaux et magazines locaux. Ces articles sont fondés sur ses recherches pour la série radio.
Le superviseur de Carson, content de son succès avec la série radio, lui demande d'écrire une introduction pour une brochure sur le Bureau of Fisheries. Il s'efforce également de lui réserver le premier poste à plein temps qui serait disponible. Quand elle passe le concours de la fonction publique (civil service exam), elle surpasse tous les autres participants et devient en 1936 la deuxième femme à être embauchée par le Bureau of Fisheries pour un poste à plein temps, en tant qu'assistante-biologiste marin.

### Début de carrière et publications
Les principales responsabilités de Carson au US Bureau of Fisheries sont d'analyser et de rapporter les données récoltées sur les populations de poissons, et d'écrire brochures et autres documents à destination du public. En se fondant sur des entretiens avec des biologistes marins et sur ses propres recherches, elle écrit un flot continu d'articles pour The Baltimore Sun et d'autres journaux. Cependant, ses devoirs familiaux s'alourdissent encore lorsqu'en janvier 1937 sa sœur aînée meurt, la laissant seule pour nourrir sa mère et deux nièces.
En juillet 1937, l'Atlantic Monthly accepte une version modifiée d'un essai intitulé « The World of Waters » (Le monde de l'eau), qu'elle avait écrit à l'origine pour sa première brochure sur le Bureau, et que son superviseur avait jugé trop bon pour une simple brochure. Cet essai, publié sous le titre « Undersea » (Le monde sous-marin), est un récit vivant d'un périple sur le fond de l'océan. Ceci marque un tournant dans sa carrière d'écrivain. La maison d'édition Simon & Schuster, impressionnée par « Undersea », contacte Carson et lui suggère de l'étoffer afin d'en faire un livre. Plusieurs années d'écriture donnent naissance en 1941 à Under the Sea Wind (en) (Sous le vent marin), qui reçoit d'excellentes critiques mais a du mal à se vendre. Entre-temps, ses articles continuent à avoir du succès : ils paraissent dans le Sun Magazine, Nature, et en 1944, un article paru dans Collier's Weekly traite des similarités entre l'écholocation chez les chauve-souris et la nouvelle technologie militaire du radar.
Carson tente de quitter le Bureau (alors renommé en Fish and Wildlife Service) en 1945, mais il y a peu de postes pour des naturalistes, puisque la plus grande partie des fonds investis dans la science se concentrent sur des domaines techniques, dans le sillage du projet Manhattan. Au cours de l'année 1945, Carson est confrontée pour la première fois au sujet du DDT, un nouveau pesticide révolutionnaire (acclamé comme « la bombe anti-insecte » après les bombardements atomiques d'Hiroshima et de Nagasaki) qui commence seulement à être soumis à des tests pour contrôler ses effets sur l'écologie et la santé. Le DDT n'est que l'un des nombreux sujets d'intérêt de Carson à l'époque, et les éditeurs ne trouvent pas le sujet engageant ; elle ne publie rien sur le DDT jusqu'en 1962.
Carson obtient de nouvelles responsabilités au Fish and Wildlife Service et supervise une petite équipe de rédacteurs en 1945, avant de devenir rédactrice en chef des publications en 1949. Si son poste lui offre de plus en plus d'opportunités pour des travaux pratiques et une plus grande liberté de choix dans ses projets d'écriture, il lui amène aussi de fastidieuses responsabilités administratives. En 1948, Carson travaille sur un second ouvrage et a volontairement choisi de passer à une écriture à temps plein. Cette année-là, elle prend un agent littéraire, Marie Rodell ; leur relation professionnelle dure toute la carrière de Carson.
Oxford University Press exprime son intérêt pour la proposition de Carson pour un ouvrage sur l'histoire de la vie de l'océan, la poussant à terminer le manuscrit de ce qui deviendra Cette mer qui nous entoure (en anglais : The Sea Around Us) au début de l'année 1950,. Des chapitres du livre paraissent dans le Science Digest et le Yale Review, et neuf chapitres sont publiés sous la forme d'une série dans The New Yorker. Le dernier chapitre, « La naissance d'une île », remporte le prix George Westinghouse de l'écrit scientifique décerné par la American Association for the Advancement of Science. Cette mer qui nous entoure reste dans la liste des meilleures ventes du New York Times pendant quatre-vingt-six semaines, reçoit le National Book Award et la médaille John Burroughs, et le Reader's Digest en fait une version courte. Son livre lui vaut deux titres de docteure honoris causa. Elle vend également les droits pour un documentaire tiré de Cette mer qui nous entoure. Le succès du livre conduit à la réédition de Under the Sea Wind, qui devient à son tour un best-seller. Le succès de ses livres lui amène aussi une sécurité financière qui lui permet d'abandonner son poste pour se concentrer à plein temps à l'écriture en 1952.
Carson est inondée de propositions pour des allocutions, de courrier de fans et d'autres correspondances à propos de Cette mer qui nous entoure, en plus du travail sur le script du documentaire, dont elle s'est par ailleurs assurée des droits de révision. Elle est très mécontente de la version finale du script de l'écrivain, réalisateur et producteur Irwin Allen : elle trouve que le script ne respectait pas l'atmosphère du livre et est scientifiquement déconcertant. Elle disait que c'était « à mi-chemin de l'« incroyable mais vrai » et du documentaire touristique désinvolte » (en anglais, a cross between a believe-it-or-not and a breezy travelogue),. Cependant, elle découvre que son droit de revoir le script n'allait pas jusqu'à en contrôler le contenu. Allen continue en dépit des objections de Carson et produit un documentaire qui connait un grand succès, et remporte en 1952 l'Oscar du meilleur film documentaire, mais Carson est si exaspérée par cette expérience qu'elle ne vend plus jamais de droits pour adapter ses travaux à l'écran.

### Relations avec Dorothy Freeman
Carson déménage avec sa mère à Southport Island dans le Maine en 1953. En juillet de la même année, elle rencontre Dorothy Freeman (1898–1978), ce qui marque le commencement d'une très forte amitié qui dure jusqu'à la mort de Carson. La nature de cette relation entre Carson et Freeman a beaucoup suscité l'intérêt, et donné lieu à de nombreuses spéculations. La meilleure description que l'on puisse en faire est une relation très intime mais qui n'était pas d'ordre sexuel. Dorothy Freeman et son mari sont des résidents d'été de Southport Island, et Carson la rencontre après que celle-ci lui envoie une lettre de bienvenue. Freeman avait lu Cette mer qui nous entoure, que lui avait offert son fils, et était enthousiasmée à l'idée d'avoir cette grande écrivaine comme voisine. La biographe de Carson, Linda Lear, écrit que « Carson avait vraiment besoin d'une amie dévouée et d'une âme sœur qui pourrait l'écouter sans lui donner de conseils et l'accepter dans son intégralité : à la fois l'écrivaine et la femme qu'elle était » (en anglais, « Carson sorely needed a devoted friend and kindred spirit who would listen to her without advising and accept her wholly, the writer as well as the woman »). Elle trouve cela en Dorothy Freeman. Les deux femmes partagent plusieurs passions, la première étant la nature, et commencent à correspondre régulièrement lors de leurs séparations. Elle continuent de passer chaque été ensemble et de se voir chaque fois que leurs emplois du temps le leur permettaient jusqu'à la mort de Carson.
Si Lear ne parle pas explicitement de cette relation comme d'un amour platonique ou même saphique, d'autres l'ont fait. Carson et Freeman savaient que leurs lettres pouvaient être interprétées ainsi, même si « l'expression de leur amour se limitait presque totalement à des lettres, à se tenir la main, et à de très occasionnels baisers ». Dorothy Freeman faisait partager à son mari les lettres de Rachel Carson pour lui faire comprendre la teneur de leur relation, mais la majeure partie de leur correspondance était soigneusement gardée. Peu de temps avant la mort de Carson, elle et Freeman détruisent des centaines de lettres. Les lettres épargnées sont publiées sous le titre Always, Rachel: The Letters of Rachel Carson and Dorothy Freeman, 1952–1964 : An Intimate Portrait of a Remarkable Friendship, sous la direction de la petite-fille de Dorothy Freeman. Selon un critique, le couple « correspondait à la description de Carolyn G. Heilbrun d'une forte amitié entre deux femmes, où ce qui compte n'est pas tant de savoir si les deux amies sont homosexuelles ou hétérosexuelles, amantes ou pas, mais plutôt si elles partagent la même et merveilleuse énergie à œuvrer dans la sphère publique » (en anglais, what matters is not whether friends are homosexual or heterosexual, lovers or not, but whether they share the wonderful energy of work in the public sphere).

### The Edge of the Seaet le passage à un travail de protection
Au début de l'année 1953, Carson commence des recherches bibliographiques et de terrain sur l'écologie et les organismes de la côte Atlantique. En 1955, elle termine un troisième volume de sa trilogie de la mer, The Edge of the Sea, qui traite de la vie des écosystèmes des littoraux (et plus particulièrement le long de la côte Est des États-Unis). Il paraît dans The New Yorker en deux épisodes condensés peu avant la sortie du livre le 26 octobre 1955. À cette époque, la réputation de Carson pour sa prose claire et poétique était déjà faite ; The Edge of the Sea reçoit de très bonnes critiques, quoique pas aussi enthousiastes que pour Cette mer qui nous entoure.
En 1955 et 1956, Carson travaille sur un certain nombre de projets (parmi lesquels le script d'un épisode pour la série télévisée Omnibus intitulé Something About the Sky) et écrit des articles pour des magazines populaires. Son projet pour son prochain livre est d'aborder le thème de l'évolution, mais la publication de Evolution in Action de Julian Huxley (ainsi que ses propres difficultés à trouver une approche claire et attrayante du sujet) l'amène à abandonner ce projet. Son attention se porte plutôt sur la protection de l'environnement. Elle réfléchit à un projet de livre sur l'environnement provisoirement intitulé Remembrance of the Earth (Souvenirs de la Terre) et s'implique dans des groupes de protection de l'environnement tels que The Nature Conservancy. Elle fait aussi des projets pour acheter et préserver de l'aménagement une zone du Maine qu'elle et Freeman appelaient les « Bois Perdus ».
Au début de l'année 1957, une troisième tragédie familiale survient lorsque l'une des nièces dont elle s'était occupée dans les années 1940 meurt à l'âge de 31 ans, laissant son fils de cinq ans, Roger Christie, orphelin. Carson adopte le garçon, tout en continuant à s'occuper de sa mère ; cette période laisse sa marque sur Carson. Elle déménage à Silver Spring, dans le Maryland, pour s'occuper de Roger, et elle passe la majeure partie de l'année 1957 à mettre de l'ordre dans leur nouvelle vie de famille et à se concentrer sur des menaces spécifiques pour l'environnement.
En automne 1957, Carson surveille de près des propositions fédérales d'épandage de pesticides à grande échelle ; le département de l'Agriculture projetait d'éradiquer les fourmis de feu, et d'autres programmes d'épandage utilisant des hydrocarbures chlorés et des organophosphates qui commençaient à voir le jour. Jusqu'à la fin de sa vie, Carson se concentre principalement sur les dangers de l'utilisation intensive de pesticides.

### Printemps silencieux

#### Recherches et écrits
Dès le milieu des années 1940, Carson s'inquiète de l'utilisation de pesticides synthétiques, dont beaucoup avaient été développés à travers des recherches militaires depuis la Seconde Guerre mondiale. C'est cependant le programme d'éradication des fourmis de feu du département de l'Agriculture qui pousse Carson à consacrer ses recherches, ainsi que son livre à venir, aux pesticides et aux substances nocives pour l'environnement. Le programme d'éradication des fourmis de feu passait par un épandage aérien de DDT et d'autres pesticides (mélangés à du fioul), y compris sur des terrains privés. Les propriétaires de Long Island engagent des poursuites pour faire stopper l'épandage, et beaucoup de régions concernées suivent l'affaire de près. La section de Washington de la Société nationale Audubon s'oppose activement elle aussi à de tels programmes d'épandage, et engage Carson pour l'aider à rendre publique la nature exacte des techniques d'épandage du gouvernement et les recherches associées.
Carson commence son travail sur ce qui deviendra quatre ans plus tard Silent Spring (Printemps silencieux) en collectant des exemples de dégâts sur l'environnement causés par le DDT. Elle essaie également de rallier d'autres personnes à sa cause : l'essayiste E. B. White, et un certain nombre de journalistes et de scientifiques. En 1958, Carson conclu un accord de collaboration sur l'écriture d'un ouvrage avec Edwin Diamond, un journaliste scientifique de Newsweek. Cependant, quand The New Yorker lui demande un long article, bien payé, sur le sujet, Carson commence à envisager d'écrire plus que ce qui était initialement prévu, à savoir une introduction et une conclusion ; très rapidement elle décide de réaliser seule son projet. (Diamond écrivit plus tard une des critiques les plus sévères sur Printemps silencieux).
Au fur et à mesure que ses recherches progressent, Carson découvre qu'un nombre non négligeable de scientifiques rassemblent des informations sur les conséquences physiologiques et environnementales des pesticides. Par ailleurs, elle utilise ses relations avec de nombreux scientifiques du gouvernement pour obtenir des informations confidentielles. Lors de ses lectures d'écrits scientifiques et d'entretiens avec d'autres scientifiques, Carson découvre qu'il y a deux attitudes face aux pesticides : ceux qui écartent la possibilité d'un danger lié à l'épandage de pesticides en omettant des preuves concluantes, et ceux qui sont ouverts à une potentielle nocivité et étaient enclins à envisager des méthodes alternatives comme la lutte biologique.
En 1959, le Service de recherches en agriculture (Agricultural Research Service) du département de l'Agriculture répond aux attaques de Carson et d'autres par un film destiné au public : Fire Ants on Trial. Carson le décrit comme une « propagande flagrante » qui ne tient pas compte des dangers que l'épandage de pesticides (particulièrement le dieldrine et l'heptachlore) représentent pour l'humain et la nature. Au cours du printemps cette année-là, Carson écrit une lettre publiée dans The Washington Post qui attribue la récente diminution de la population d'oiseaux à l'utilisation abusive de pesticides (le « silence des oiseaux », comme elle l'appelait). 1959 est également l'année du « Great Cranberry Scandal » : les cultures de canneberge des États-Unis de 1957, 1958 et 1959 contenant des taux importants d'herbicide aminotriazole (qui causait des cancers sur les rats de laboratoires) et la vente de canneberge est interrompue. Carson assiste aux audiences de la Food and Drug Administration qui s'ensuivent, sur la révision de la réglementation sur les pesticides. Elle en sort découragée par les stratégies agressives des représentants de l'industrie chimique, parmi lesquelles des témoignages d'experts pourtant solidement démentis par l'essentiel des écrits scientifiques qu'elle avait lus. Elle s'interroge également sur d'éventuelles « incitations financières derrière certains programmes de pesticides ».
Les recherches de Carson à la National Library of Medicine du National Institutes of Health lui permettent de rencontrer des chercheurs en médecine qui étudiaient toute une gamme de produits chimiques pouvant provoquer des cancers. Les travaux du chercheur Wilhelm Hueper, fondateur et directeur de la section cancers environnementaux de l'Institut national du cancer, étaient de première importance. Il classait de nombreux pesticides comme cancérigènes. Carson et son assistante de recherches, Jeanne Davis, aidées de la bibliothécaire du NIH Dorothy Algie, trouvent des preuves étayant la thèse de la relation entre pesticides et cancers ; pour Carson, la toxicité de tout un ensemble de pesticides ne font aucun doute, bien que de telles conclusions soient très controversées en dehors de la petite communauté de scientifiques étudiant la carcinogenèse des pesticides.
En 1960, Carson dispose de données assez fournies, et l'écriture progresse rapidement. En plus d'une recherche documentaire minutieuse, elle étudie des centaines de cas de personnes exposées aux pesticides, et les maladies et dégâts écologiques qui en résultaient. Cependant, en janvier, un ulcère duodénal suivi de plusieurs infections l'obligent à garder le lit pendant des semaines, retardant d'autant l'achèvement de Printemps silencieux. En mars, alors qu'elle était presque rétablie (et qu'elle terminait la rédaction des deux chapitres de son livre sur le cancer), elle découvre qu'elle a des kystes dans le sein gauche, dont un nécessitant une mastectomie. Bien que les médecins lui décrivent l'opération comme préventive, et ne lui recommandent aucun traitement supplémentaire, Carson découvre en décembre que c'était en réalité une tumeur maligne et que le cancer avait généré des métastases. Ses recherches sont aussi retardées par la révision, en vue d'une nouvelle édition, de Cette mer qui nous entoure, et par un essai accompagné de photographies réalisé en collaboration avec Erich Hartmann,. L'essentiel des recherches et de la rédaction sont terminés à l'automne 1960, excepté la réflexion sur les recherches récentes sur la lutte biologique et d'autres recherches sur une poignée de nouveaux pesticides. Toutefois, d'autres problèmes de santé viennent perturber les dernières retouches en 1961 et début 1962.
Il lui est difficile de trouver un titre pour son livre ; « Printemps silencieux » avait été suggéré au départ pour le titre du chapitre sur les oiseaux. En août 1961, Carson accepte finalement de suivre les conseils de son agent littéraire, Marie Rodell : Printemps silencieux serait le titre métaphorique pour le livre dans son intégralité (évoquant ainsi un futur désolé pour l'ensemble du monde naturel) plutôt qu'un titre de chapitre sur l'absence de chants d'oiseaux. Avec l'accord de Carson, l'éditeur Paul Brooks de Houghton Mifflin fait faire des illustrations par Louis et Lois Darling, qui conçoivent également la couverture. Le dernier passage rédigé est le premier chapitre, « A Fable for tomorrow » (Un conte pour demain), qui devait amener une introduction plus modérée à ce qui pourrait être autrement un sujet rebutant de par sa gravité. Au milieu de l'année 1962, Brooks et Carson finissent la mise en forme et préparent le terrain pour la promotion du livre en distribuant le manuscrit à un choix de personnes en vue, pour d'éventuelles suggestions finales.

#### Thèse
Comme l'écrit le biographe Mark Hamilton Lytle, Carson « décide assez timidement d'écrire un livre qui remettait en question le paradigme du progrès scientifique qui caractérisait la culture américaine d'après-guerre. » Le thème principal de Printemps silencieux porte sur les effets importants (et souvent négatifs) de l'humain sur le monde naturel.
La thèse principale de Carson est que les pesticides ont des effets désastreux sur l'environnement ; elle affirme que le terme « biocides » leur conviendrait mieux, car leurs effets se limitent rarement aux seuls nuisibles. Le DDT (dichlorodiphényltrichloroéthane) est l'exemple type, mais d'autres pesticides de synthèse font également l'objet d'études minutieuses (beaucoup d'entre eux sont sujets à la bioaccumulation). Carson accuse également l'industrie chimique de pratiquer intentionnellement la désinformation et les autorités publiques d'accepter les revendications de l'industrie sans se poser de questions. L'essentiel du livre est consacré aux effets des pesticides sur les écosystèmes naturels, mais quatre chapitres détaillent aussi les cas humains d'empoisonnement par les pesticides, les cancers et autres maux attribués aux pesticides. Sur le DDT et le cancer, qui furent sujets de nombreux débats ultérieurs, Carson en dit peu :

« Lors de tests en laboratoire sur des animaux, le DDT a produit des tumeurs du foie suspectes. Les scientifiques de la Food and Drug Administration qui ont rapporté la découverte de ces tumeurs n'étaient pas sûrs de savoir comment les classer, mais estimaient que l'« on pouvait les considérer comme des carcinomes de cellules hépatiques dégradées ». Le Dr Hueper, auteur de Occupational Tumors and Allied Diseases, classe désormais le DDT de manière précise comme « cancérigène chimique. »

Carson prédit une aggravation des conséquences des pesticides dans le futur, surtout lorsque les nuisibles ciblés développent une résistance aux pesticides alors même que les écosystèmes affaiblis deviennent les proies d'espèces invasives inattendues. Le livre se termine par une incitation à utiliser l'approche biologique comme alternative aux pesticides chimiques.

#### Promotion et critiques
Carson et les personnes impliquées dans la publication de Printemps silencieux s'attendent à de violentes critiques. Elles s'inquiètent surtout de la possibilité d'être poursuivies pour diffamation. Carson, qui doit se soumettre à des séances de radiothérapie pour enrayer la progression de son cancer, ne pense pas avoir assez d'énergie pour s'attacher à défendre son ouvrage et répondre aux critiques. En prévision de ces attaques, Carson et son agent essayent de trouver autant de soutiens que possible parmi les personnes les plus éminentes avant la sortie du livre.
La plupart des chapitres scientifiques du livre sont revus par des experts scientifiques de référence, parmi lesquels Carson trouve un solide soutien. Carson assiste à la conférence de la Maison-Blanche pour la protection de l'environnement en mai 1962 ; Houghton Mifflin distribue des épreuves de Printemps silencieux à de nombreux délégués, et fait la promotion de la série à paraître dans le New Yorker. Carson envoie une copie, entre autres, au juge William O. Douglas de la Cour suprême. Le juge Douglas était un défenseur de longue date de l'environnement qui avait plaidé contre le refus de la Cour de traiter l'affaire sur l'épandage de pesticides à Long Island (et avait fourni à Carson une partie des informations contenues dans son chapitre sur les herbicides),.
Bien que Printemps silencieux suscite un certain intérêt grâce à la promotion d'avant publication, le phénomène s'intensifie lors de la parution de la série dans le New Yorker, qui débute avec le numéro du 16 juin 1962. Cela attire l'attention de l'industrie chimique et de ses lobbies, ainsi qu'une grande partie de la population américaine. C'est à cette même époque que Carson apprend que Printemps silencieux est sélectionné comme « Livre du mois » en octobre. Comme le dit Carson, cela « le ferait entrer dans les fermes et les hameaux de tout le pays, où l'on ne sait pas à quoi ressemble une librairie — et encore moins le New Yorker »,. Le livre bénéficie d'une publicité supplémentaire grâce à un éditorial favorable dans The New York Times, des extraits de la série dans Audubon Magazine, et encore en juillet et août lorsque les compagnies chimiques répondent. L'affaire de la thalidomide, qui cause des malformations à la naissance, éclate juste avant la parution du livre, conduisant à des comparaisons entre Rachel Carson et Frances Oldham Kelsey, l'inspectrice de la Food and Drug Administration qui avait fait interdire la vente du médicament aux États-Unis.
Dans les semaines qui précèdent la publication le 27 septembre, il y a une forte opposition à Printemps silencieux. DuPont (un des principaux fabricants de DDT et de 2,4-D) et Velsicol Chemical Corporation (seul producteur de chlordane et d'heptachlore) sont parmi les premiers à réagir. DuPont dresse un long rapport sur la couverture médiatique du livre et une estimation de l'impact sur l'opinion publique. Velsicol menace d'engager des poursuites contre Houghton Mifflin, The New Yorker et Audubon Magazine si les projets de parution de Printemps silencieux n'étaient pas abandonnés. Les représentants des compagnies chimiques et leurs lobbyistes déposent une série de plaintes non spécifiques, certaines anonymes. Les compagnies chimiques et les organisations liées produisent un certain nombre de leurs propres brochures et d'articles faisant la promotion et prenant la défense des pesticides. Toutefois, les avocats de Carson et ses éditeurs ont confiance en la relecture minutieuse qui avait été faite de Printemps silencieux. Le magazine et les publications du livre ont lieu comme prévu, tout comme la grande édition « Livre du mois » (comprenant un pamphlet de William O. Douglas, qui approuvait le livre).
Le biochimiste de la société American Cyanamid, Robert White-Stevens, et l'ancien chimiste de la même société, Thomas Jukes, sont parmi les critiques les plus virulents, en particulier sur l'analyse de Carson sur le DDT. Selon White-Stevens, « si l'homme devait suivre les enseignements de Miss Carson, nous retournerions au Moyen Âge et les insectes, les maladies et la vermine hériteraient une nouvelle fois de la Terre ». D'autres vont plus loin, en attaquant la crédibilité scientifique de Carson (parce que sa formation était la biologie marine et pas la biochimie) et son caractère. White-Stevens la désigne comme « un défenseur fanatique du culte de l'équilibre de la nature », et l'ancien secrétaire à l'Agriculture Ezra Taft Benson — dans une lettre à Dwight D. Eisenhower — aurait conclu que parce qu'elle était toujours célibataire et pourtant attirante, elle était « probablement une communiste »,.
De nombreux critiques déclarent à plusieurs reprises qu'elle demandait l'élimination de tous les pesticides. Cependant, Carson avait clairement dit qu'elle ne préconisait pas l'interdiction ou le retrait total des pesticides utiles, mais plutôt qu'elle encourageait une utilisation responsable et bien gérée, tenant compte de l'impact des produits chimiques sur tout l'écosystème. En fait, elle conclut la partie de Printemps silencieux sur le DDT non pas en préconisant son interdiction totale, mais en suggérant un épandage aussi restreint que possible, pour limiter le développement de résistances.
La communauté universitaire — parmi laquelle d'éminents défenseurs comme H. J. Muller, Loren Eiseley, Clarence Cottam et Frank Egler — soutiennent globalement les arguments scientifiques du livre ; l'opinion publique ne tarde pas à se ranger également aux côtés de Carson. La campagne de l'industrie chimique échoue et la controverse contribue largement à la prise de conscience du public des dangers potentiels des pesticides, de même que les ventes de Printemps silencieux. L'utilisation de pesticides devient une question publique centrale, surtout après la diffusion du reportage télévisé spécial de CBS Reports « Le printemps silencieux de Rachel Carson » le 3 avril 1963. Le programme comprend des moments où Carson lit des passages de Printemps silencieux, et des interviews avec un certain nombre d'experts, essentiellement des critiques (dont White-Stevens). Selon la biographe Linda Lear, « à côté du Dr Robert White-Stevens dans sa blouse blanche, avec son regard fou et sa grosse voix, Carson ressemble à tout sauf à l'alarmiste hystérique que les critiques décrivent ». Les réactions de l'audience, estimée de dix à quinze millions[réf. souhaitée] de téléspectateurs, sont largement positives et le programme déclenche une analyse des dangers liés aux pesticides sollicitée par le Congrès, et un rapport du President's Science Advisory Committee (Comité de conseil scientifique) est rendu public. Environ un an après sa publication, les attaques contre le livre et contre Carson ont largement perdu de leur ampleur,.
Dans l'une de ses dernières apparitions publiques, Carson témoigne devant le Science Advisory Committee du président Kennedy. Le comité publie un rapport le 15 mai 1963, soutenant largement les revendications scientifiques de Carson. Après la publication du rapport, elle témoigne également devant une sous-commission du Sénat pour faire des recommandations. Bien que Carson ait reçu des centaines d'autres demandes d'allocutions, elle doit en décliner une grande majorité. Sa santé se détériore sans cesse, car son cancer prend le pas sur la radiothérapie et ne lui laisse que de brèves périodes de rémission. Toutefois, elle fait autant de discours que sa santé le lui permet, dont une apparition notable sur le plateau de l'émission télévisée The Today Show et des discours pour des dîners donnés en son honneur. À la fin 1963, elle reçoit une série de prix et d'hommages : le prix Paul Bartsch (de l'Audubon Naturalist Society), la médaille Audubon (de la American Geographical Society), et un siège à la American Academy of Arts and Letters.
Printemps silencieux est publié en français en 1963 avec une préface très engagée de Roger Heim, alors directeur du Muséum national d'histoire naturelle, et en 2009 avec une reprise de la préface d'Al Gore de 1994.

### Décès
Affaiblie par son cancer du sein et les différents protocoles thérapeutiques administrés, Carson contracte un virus respiratoire en 1964. Son état empire alors : en février, les médecins mettent en évidence une anémie sévère due à la radiothérapie, puis en mars que le cancer avait atteint le foie. Elle meurt d'une crise cardiaque le 14 avril 1964 à l'âge de cinquante-six ans.

## Héritage

### Recueils de notes et publications posthumes
Rachel Carson légue ses notes et manuscrits à l'université Yale pour tirer parti des derniers équipements en matière de préservation de la bibliothèque Beinecke de livres rares et manuscrits. Son agent de toujours et exécutrice testamentaire, Marie Rodell, passe près de deux ans à organiser et cataloguer les notes de Carson ainsi que ses correspondances, renvoyant toutes les lettres aux expéditeurs respectifs, pour que seuls les contenus autorisés fassent partie des archives,.
En 1965, Rodell coordonne la publication d'un essai que Carson avait prévu de développer pour en faire un livre : A Sense of Wonder. L'essai, qui était accompagné de photographies de Charles Pratt notamment, encourage les enfants, aidés de leurs parents, à ressentir « l'éternel plaisir du contact avec le monde de la nature », qui « est accessible à toute personne qui se place sous l'influence de la terre, de la mer et du ciel, et de leur vie stupéfiante » (en anglais : « the lasting pleasures of contact with the natural world, which are available to anyone who will place himself under the influence of earth, sea and sky and their amazing life »).
Outre les lettres publiées dans Always Rachel, un certain nombre des travaux non publiés de Carson sont colligés et publiés en 1998, sous la direction de Linda Lear, sous le titre Lost Woods: The Discovered Writing of Rachel Carson. Tous les ouvrages de Carson sont encore édités.

### Écologisme populaire et EPA
L'œuvre de Rachel Carson a un impact considérable sur le mouvement écologiste. Printemps silencieux, en particulier, est un point de ralliement pour le mouvement social naissant des années 1960. Selon l'environnementaliste H. Patricia Hynes, qui a étudié les travaux de Carson, « Printemps silencieux a changé l'équilibre des forces dans le monde. Personne ne peut plus présenter aussi facilement la pollution comme un effet secondaire et nécessaire du progrès sans être critiqué ». L'œuvre de Carson, et l'activisme qu'elle inspira sont, au moins en partie, à l'origine du mouvement d'écologie profonde, et de la montée en puissance depuis les années 1960 du mouvement écologiste populaire dans son ensemble. Elle a également une influence dans la montée de l'écoféminisme et sur de nombreux scientifiques féministes.
L'héritage de Carson le plus direct pour le mouvement écologiste est la campagne pour l'interdiction du DDT aux États-Unis (et les efforts pour l'interdire ou limiter son utilisation dans le monde entier). Bien que les inquiétudes au sujet de l'impact environnemental du DDT aient été pris en compte dès le témoignage de Carson devant le Président's Science Advisory Committee, la création en 1967 de Environmental Defense Fund, une organisation de protection de l'environnement, est le premier évènement marquant dans la campagne contre le DDT. L'organisation engagea des procès contre le gouvernement américain pour « faire reconnaître le droit du citoyen à un environnement propre » ; les arguments de l'organisation contre le DDT sont très similaires à ceux de Carson. En 1972, le Environmental Defense Fund et d'autres groupes activistes obtiennent l'interdiction progressive du DDT aux États-Unis (sauf pour les cas d'urgence).
La création, en 1970, de l'Agence de protection de l'environnement (en anglais, Environmental Protection Agency, EPA) répond à un autre des problèmes que Carson avait mis au jour. Jusqu'alors, la même agence (le département de l'Agriculture) était responsable à la fois de réguler les pesticides et de mettre en avant les problèmes de l'industrie agricole. Carson y voyait un conflit d'intérêts, puisque le département n'était pas responsable des effets sur la nature ou d'autres problèmes environnementaux, en dehors des politiques agricoles. Quinze ans après sa création, un journaliste décrit l'EPA comme l'héritage de Printemps silencieux. Beaucoup des premiers travaux de l'agence, comme le renforcement du Federal Insecticide, Fungicide and Rodenticide Act de 1972, sont directement liés à l'œuvre de Carson.

### Réactions à l'écologisme et aux restrictions sur le DDT
Carson et le mouvement écologiste furent — et continuent à être — critiqués par certains conservateurs, qui affirment que les restrictions sur les pesticides ont causé des morts inutiles et freinent le développement de l'agriculture, et plus généralement que la réglementation sur l'environnement gêne inutilement une économie libre,. Par exemple, le magazine conservateur Human Events a donné une mention honorable à Printemps silencieux pour les « dix livres les plus nuisibles des XIXe et XXe siècles ».
Les accusations de Carson contre le DDT ont subi les plus violentes attaques. Dans les années 1980, l'administration Reagan chercha à faire abroger un maximum de réformes environnementales, et Carson et ses travaux étaient des cibles évidentes. Le chercheur en sciences politiques Charles Rubin fut l'un des critiques les plus bruyants des années 1980 et 1990, bien qu'il n'ait accusé Carson que de sélectionner ses sources et de fanatisme (contrairement aux critiques plus virulentes que Carson reçut à la sortie de Printemps silencieux). Après 2000, les critiques ont accusé Carson d'être responsable de millions de morts dues à la malaria, à travers les interdictions sur le DDT que ses travaux avaient engendrées. Certains ont attribué jusqu'à cent millions de morts à Carson, même si le biographe Mark Hamilton Lytle juge ces estimations irréalistes, de même que d'accuser Carson d'être « responsable » des interdictions sur le DDT. Il avance que la malaria est beaucoup moins importante en Afrique qu'un certain nombre de problèmes de santé publique plus étendus et évitables. Carson n'a jamais appelé à interdire complètement le DDT.
Certains experts ont avancé que les restrictions sur l'utilisation agricole du DDT (une des choses que Carson a effectivement préconisées) ont augmenté son efficacité dans la lutte contre la malaria. Selon le défenseur du DDT Amir Attaran, l'interdiction de l'utilisation agricole du DDT, déclarée à la Convention de Stockholm de 2004, « vaut mieux qu'un statu quo… Pour la première fois, un insecticide est limité au seul contrôle des vecteurs, ce qui signifie que la sélection des moustiques résistants sera plus lente qu'avant ». Mais si l'héritage de Carson est intimement lié au DDT, Roger Bate, de l'organisation en faveur du DDT Africa Fighting Malaria, appelle à la prudence : « beaucoup de gens ont utilisé Carson pour mettre en avant leurs propres actions. Il faut simplement être très prudent lorsque l'on parle de quelqu'un qui est mort en 1964 ».

### Distinctions posthumes
Depuis sa mort, divers groupes — allant d'institutions gouvernementales à des organisations de protection de l'environnement ou encore à des associations d'érudits — ont rendu hommage à la vie de Carson et à ses travaux. Le 9 juin 1980 Carson reçut à titre posthume la médaille présidentielle de la Liberté, la plus haute distinction civile aux États-Unis, en reconnaissance de son influence sur le président Kennedy et son rôle primordial dans le mouvement écologiste. Un timbre de la poste américaine fut émis en son honneur l'année suivante ; plusieurs autres pays ont depuis eux aussi émis des timbres à l'effigie de Carson.
Le lieu de naissance de Carson, à Springdale (Pennsylvanie), où elle passa également son enfance — et désormais appelé le Rachel Carson Homestead — est classé au Registre national des lieux historiques, et l'association à but non lucratif Rachel Carson Homestead Association est créée en 1975 pour gérer le site. Près de Pittsburgh, un chemin de randonnée de 57,4 km, entretenu par le Rachel Carson Trails Conservancy, lui est dédié en 1975. Un pont de Pittsburg est aussi renommé en son honneur : le Rachel Carson Bridge.
Plusieurs zones protégées ont aussi été nommées en l'honneur de Rachel Carson. Entre 1964 et 1990, 263 hectares sont acquis dans le comté de Montgomery, près de Brookeville, et deviennent le Rachel Carson Conservation Park, administré par la Maryland-National Capital Park and Planning Commission. En 1969, le Coastal Maine National Wildlife Refuge devient le Rachel Carson National Wildlife Refuge ; des extensions amènent la taille du refuge à 3 692 hectares. En 1985, la Caroline du Nord renomme l'une de ses réserves estuaires à Beaufort en l'honneur de Carson.
Le nom de Rachel Carson a été fréquemment donné à des prix remis par des institutions philanthropiques ou éducatives, ou des organisations de savants. Le prix Rachel Carson, créé à Stavanger en Norvège en 1991, est remis aux femmes qui ont apporté leur contribution au domaine de la protection de l'environnement. La American Society for Environmental History remet un prix Rachel Carson pour le Meilleur Mémoire depuis 1993. Depuis 1998, il existe un prix du livre Rachel Carson pour « un ouvrage d'intérêt social ou politique dans le domaine de la science et des technologies ».

#### Centenaire

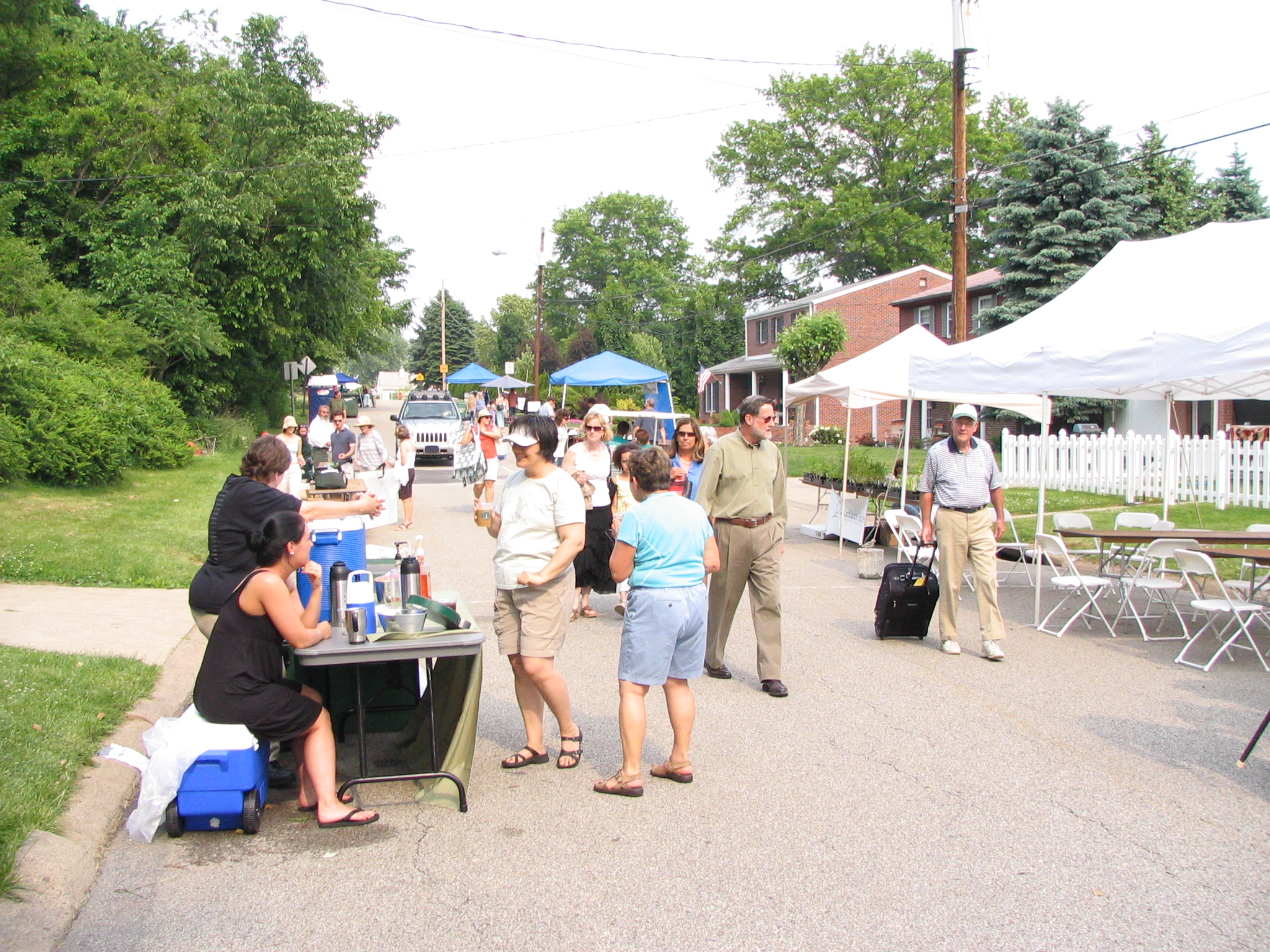
La fête du de la naissance de Rachel Carson à Springdale (Pennsylvanie).

L'année 2007 marque le centenaire de la naissance de Rachel Carson. Le Jour de la Terre, le 22 avril 2007, est publié Courage for the Earth: Writers, Scientists, and Activists Celebrate the Life and Writing of Rachel Carson (en français, Courage pour la Terre : des écrivains, des scientifiques, et des activistes célèbrent la vie et les écrits de Rachel Carson). L'ouvrage est présenté comme « une évaluation de la vie courageuse de Rachel Carson et de ses écrits révolutionnaires, à l'occasion du centenaire » ; c'est une collection de treize essais rédigés par d'éminents scientifiques et écrivains. Le sénateur démocrate Benjamin L. Cardin du Maryland a tenté de faire adopter une résolution pour rendre hommage à Carson pour son « héritage de rigueur scientifique doublée d'une sensibilité poétique » pour le centième anniversaire de sa naissance. Cette résolution fut bloquée par le sénateur républicain Tom Coburn de l'Oklahoma, qui a dit que « l'on s'était enfin débarrassé de la science de pacotille et de la stigmatisation du DDT — l'insecticide le plus économique et le plus efficace de la planète ». Le 27 mai, la Rachel Carson Homestead Association a organisé une fête d'anniversaire et un grand festin chez elle, à Springdale, ainsi que plusieurs événements se tenant tout au long de l'année. En 2007, l'unité de physico-chimie du Centre de recherche agronomique wallon change le nom de ses bâtiments en hommage à Rachel Carson.

## Hommages
- Elle est inscrite au National Women's Hall of Fame.
- Google lui consacre un Doodle le 27 mai 2014[88].
- Titulaire à titre posthume de la médaille de la Liberté[89].
- Son souvenir est perpétué par une rue de la commune du Havre.
- Reportage de Tamara Erdre, réalisé en France en 2021, diffusé sur Arte, « Rachel Carson, la mère de l'écologie »[90].
- Hors-Série du Nouvel Obs de juin 2022.
- Émission La Terre au Carré sur France Inter du 27 juin 2022.

Dans son tableau The Last Leaf of Rachel Carson, la peintre féministe et environnementale Luchita Hurtado rend hommage à Carson et à son livre Printemps silencieux.

## Ouvrages
Liste partielle des publications (titres en anglais, traductions à compléter)
- Under the Sea Wind, 1941, Simon & Schuster, Penguin Group, 1996  (ISBN 0-14-025380-7)
  - La Vie de l'Océan, 1952, Amiot-Dumont, coll. « Bibliothèque de la mer », trad. Pierre de Lanu
- The Sea Around Us, 1951, Oxford University Press, 1991  (ISBN 0-19-506997-8)
  - Cette mer qui nous entoure, 1952, Stock - Delamain et Boutelleau, coll. « Les Livres de nature illustrés », trad. Collin Delavau
  - La Mer autour de nous, 2012, éditions Wildproject, coll. « Domaine sauvage », trad. Collin Delavaud
- The Edge of the Sea, 1955, Mariner Books, 1998  (ISBN 0-395-92496-0)
  - Là où finit la mer : le rivage et ses merveilles, 1957, Amiot-Dumont, coll. « Bibliothèque de la mer », trad. Anne de Cambias
  - Les Merveilles de la mer et de ses rivages, sans date, Éditions A.D.L. (Paris), coll. « Les riches heures » ; rééd. en un seul volume de La Vie de l'Océan (trad. Pierre de Lanux) et de Là où finit la mer (trad. Anne de Cambiasy)
- (en) Silent Spring, Boston, Houghton Mifflin, 1962 (réimpr. Mariner Books, 2002), 378 p. (ISBN 0-618-24906-0, lire en ligne)
  - Printemps silencieux, 1963, Plon (Paris), trad. Jean-François Gravrand
  - Printemps silencieux, 2009, éditions Wildproject, coll. « Domaine sauvage », trad. Jean-François Gravrand et Baptiste Lanaspeze
- The Sense of Wonder, 1965, HarperCollins, 1998  (ISBN 0-06-757520-X)
- Lost Woods: The Discovered Writing of Rachel Carson, Beacon Press, 1998   (ISBN 0-8070-8547-2)